# Кочетокский поселковый совет
Кочето́кский поселко́вый сове́т — входит в состав Чугуевского района Харьковской области Украины.
Административный центр поселкового совета находится в пгт Кочеток.

## История
- 1938 — дата преобразования в поселковый совет из сельского Совета депутатов трудящихся в составе Чугуевского русского национального района Харьковской области Украинской Советской Социалистической Республики после получения Кочетком статуса посёлка городского типа (пгт).
- После 17 июля 2020 — в рамках административно-территориальной «реформы» по новому делению Харьковской области[2][3] Кочетокский поссовет был ликвидирован; входящие в него населённые пункты и его территории были присоединены к … территориальной общине (укр. громаде) того же Чугуевского района.
- Поссовет просуществовал 82 года.

## Населённые пункты совета
- пгт Кочето́к